# Узбережжя Данко

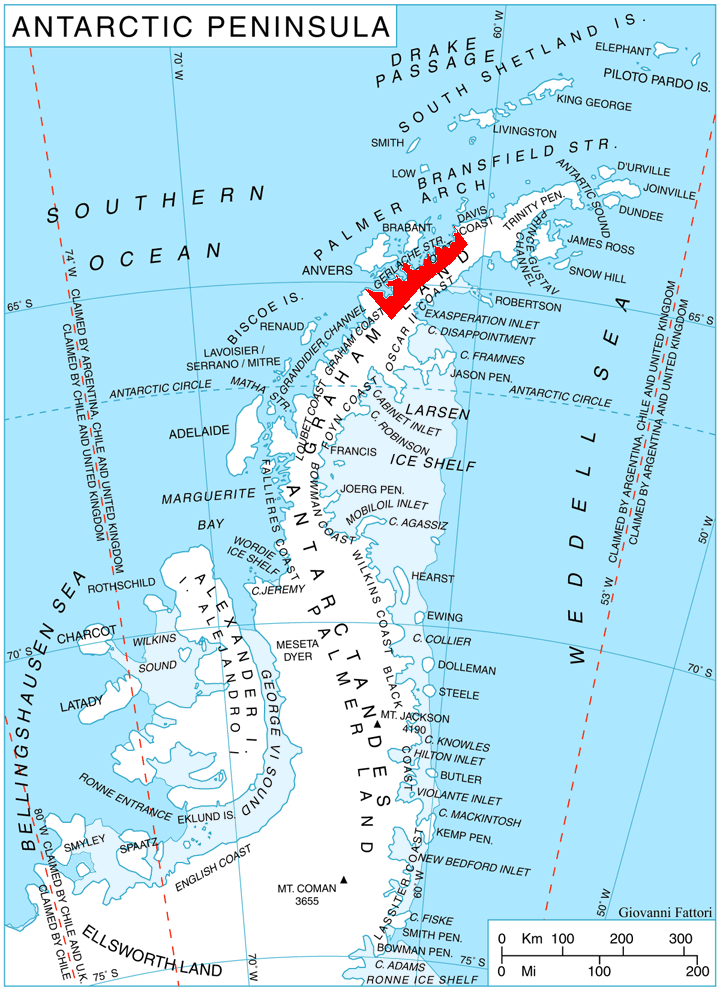
Розташування узбережжя Данко на Антарктичному півострові.

Узбережжя Данко (64°42′ пд. ш. 62°0′ зх. д. / 64.700° пд. ш. 62.000° зх. д.) — це частина західного узбережжя Антарктичного півостріву між мисом Стернек і мисом Ренар. Це узбережжя було досліджено в січні та лютому 1898 року Бельгійською антарктичною експедицією під керівництвом Адрієна де Жерлаша, який назвав його на честь лейтенанта Еміля Данко, який загинув під час експедиції. 
Узбережжя межує з протокою Агірре, яка відділяє його від острова Лемер.

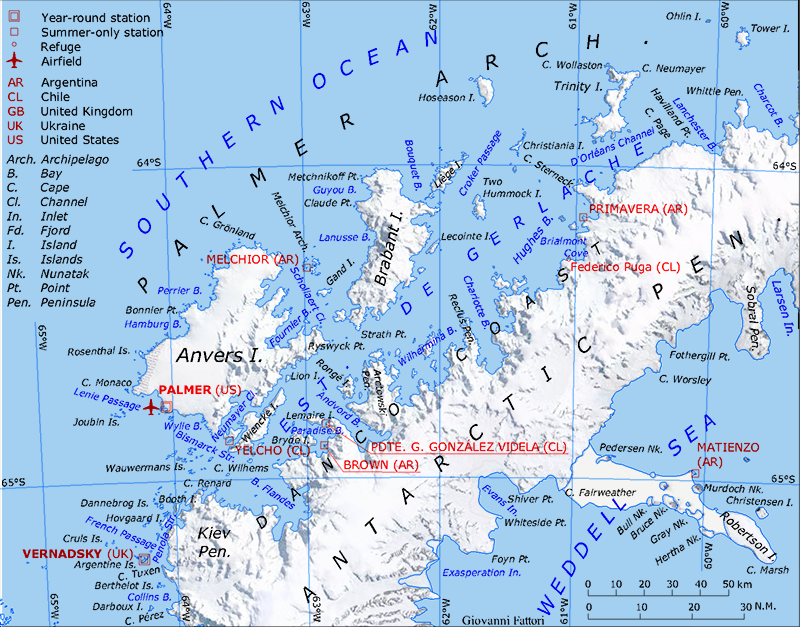
Мапа узбережжя Данко

## Місця на узбережжі Данко
- Бухта Салвесен

## Геологія
Узбережжя Данко включає верхнє-пермську тріасову групу півострова Трініті, що складається з понад 1000 м метатурбідитів складчастий під час гондванідського періоду. Ця група перекривається групою Нижньої крейди Антарктичного півострова, що містить до 2000 м базальтових і андезитових лав, туфів і агломератів, які були складчасті та розломи протягом третинного періоду. Система гіпабізальних дайків проникла протягом пізньої крейди або третинного періоду.

## Подальше читання
- Р. Касо, М. Л. Бертолін, А. Карліні, Харчові звички трьох видів тюленів на узбережжі Данко, Антарктика: повторна оцінка , Polar Biol (2011) 34:1615–1620, DOI 10.1007/s00300-011-0994-1